# أولاد مؤمن
بلدية من بلديات دائرة الحدادة، ولاية سوق أهراس، الجزائر.

## جغرافيا
منطقة جبلية صعبة من أقصى شرق الجزائر، يصل أعلى ارتفاع بها إلى 1150متر. تعتبر زراعة القمح والزيتون والتين من أهم نشاطات الأهالي.

## مقاطعات البلدية
تتكون البلدية من 15 مقاطعة هي:
- عين العليڤه
- عين الزرد
- عمور
- العرڤوب
- الفويض
- الهماله
- الخروبه
- المڤون
- فيض البرڤوڤ
- فرينه
- سيدي لهميسي (محطة القطار)
- مشته جمعه
- راس الكاف (مقر البلدية)
- رتبة نوار
- زويبيا

## تاريخ

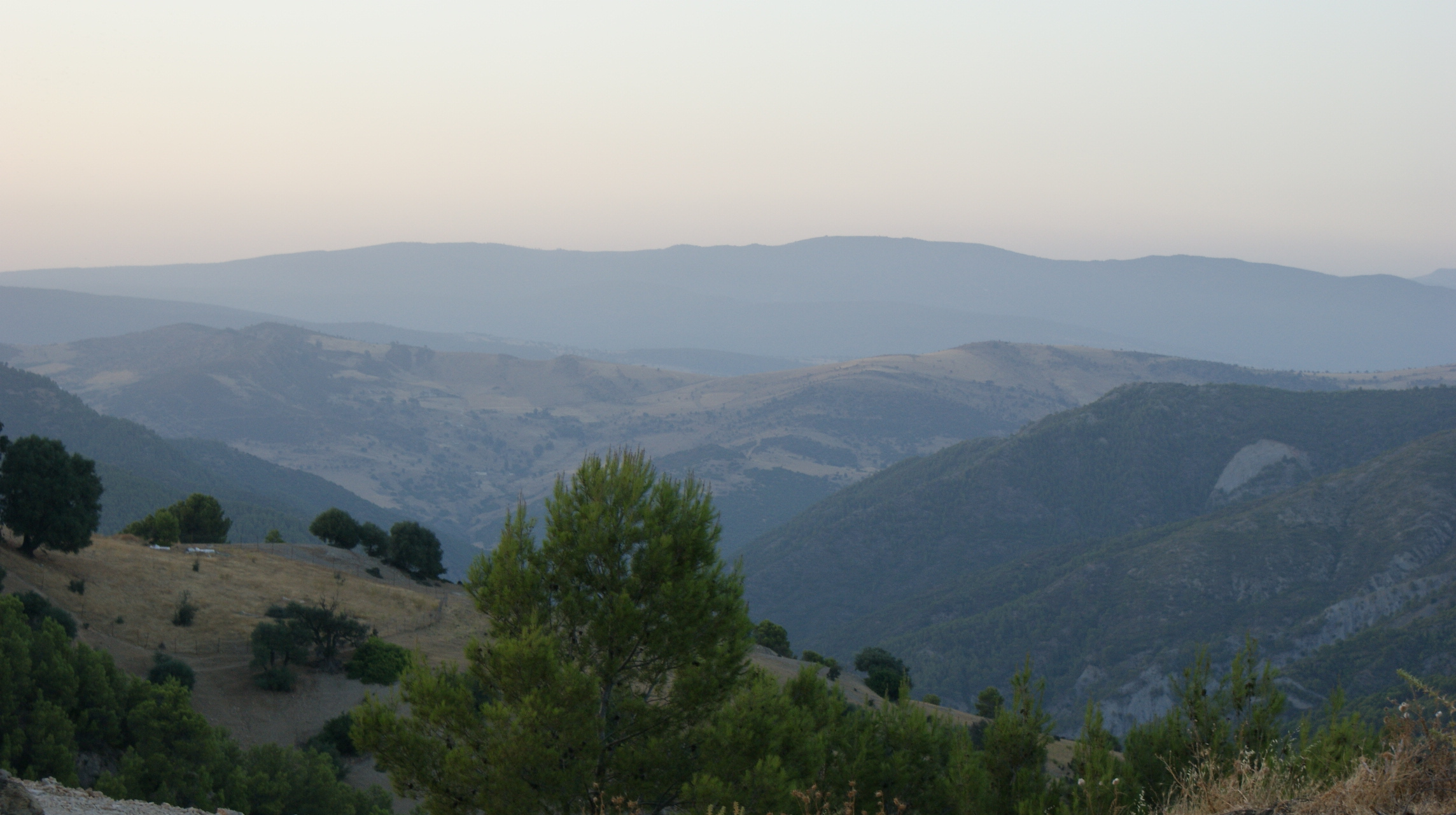
جبال أولاد مؤمن

تاريخ المنطقة يعود إلى الفترات البونيقية والنوميدية فقد عايشت المدينة الكثير من الحضارات. على أنقاض المدينة القديمة هنشير القصيبة (سابقا "سيفيتاس پوپتانزيس")، يمكن استنتاج التنوع الثقافي والديني الذي مرت به المنطقة من خلال النقوش والشواهد المتواجدة على أنقاض المدينة.
```
بعد الفتوحات الاسلامية هاجرت قبيلة الخذران واستوطنت كل شمال افريقيا وسكنها فرعها اولاد مومن المنبثق من اولاد ويلان رفقة اخوته(اولاد غنيمي اهل الحدادة واهل الخضارة). خنشلة وسوق اهراس وهم من البطن الكبير اولاد عريف. كما ذكره العلامة ابن خلدون
```